# Ветлужская
Ветлу́жская — грузопассажирская железнодорожная станция Горьковской железной дороги в Краснобаковском районе Нижегородской области, находится на железнодорожном участке Нижний Новгород — Котельнич Транссиба, в посёлке Ветлужском, у реки Ветлуги.
Грузовые операции:
- Приём и выдача мелких отправок грузов, требующих хранения в крытых складах станций.
- Приём и выдача повагонных отправок грузов, допускаемых к хранению на открытых площадках станций.
- Приём и выдача грузов повагонными и мелкими отправками, загружаемых целыми вагонами, только на подъездных путях и местах необщего пользования.
- Приём и выдача повагонных отправок грузов, требующих хранения в крытых складах станций.
- Приём и выдача грузов в универсальных контейнерах транспорта массой брутто 3 и 5 т на станциях.
- Приём и выдача мелких отправок грузов, допускаемых к хранению на открытых площадках станций

## Дальнее следование по станции
| № поезда | Маршрут движения            | № поезда | Маршрут движения            |
| -------- | --------------------------- | -------- | --------------------------- |
| 131      | Ижевск — Санкт-Петербург    | 132      | Санкт-Петербург — Ижевск    |
| 145      | Челябинск — Санкт-Петербург | 146      | Санкт-Петербург — Челябинск |